# Bembecia hedysari
Bembecia hedysari is een vlinder uit de familie wespvlinders (Sesiidae), onderfamilie Sesiinae.
Bembecia hedysari is voor het eerst wetenschappelijk beschreven door Wang & Yang in 1994. De soort komt voor in het Palearctisch gebied.